# Сингониум
Сингониум (лат. Syngonium) — род многолетних вечнозелёных растений семейства Ароидные (Araceae).

## Ботаническое описание

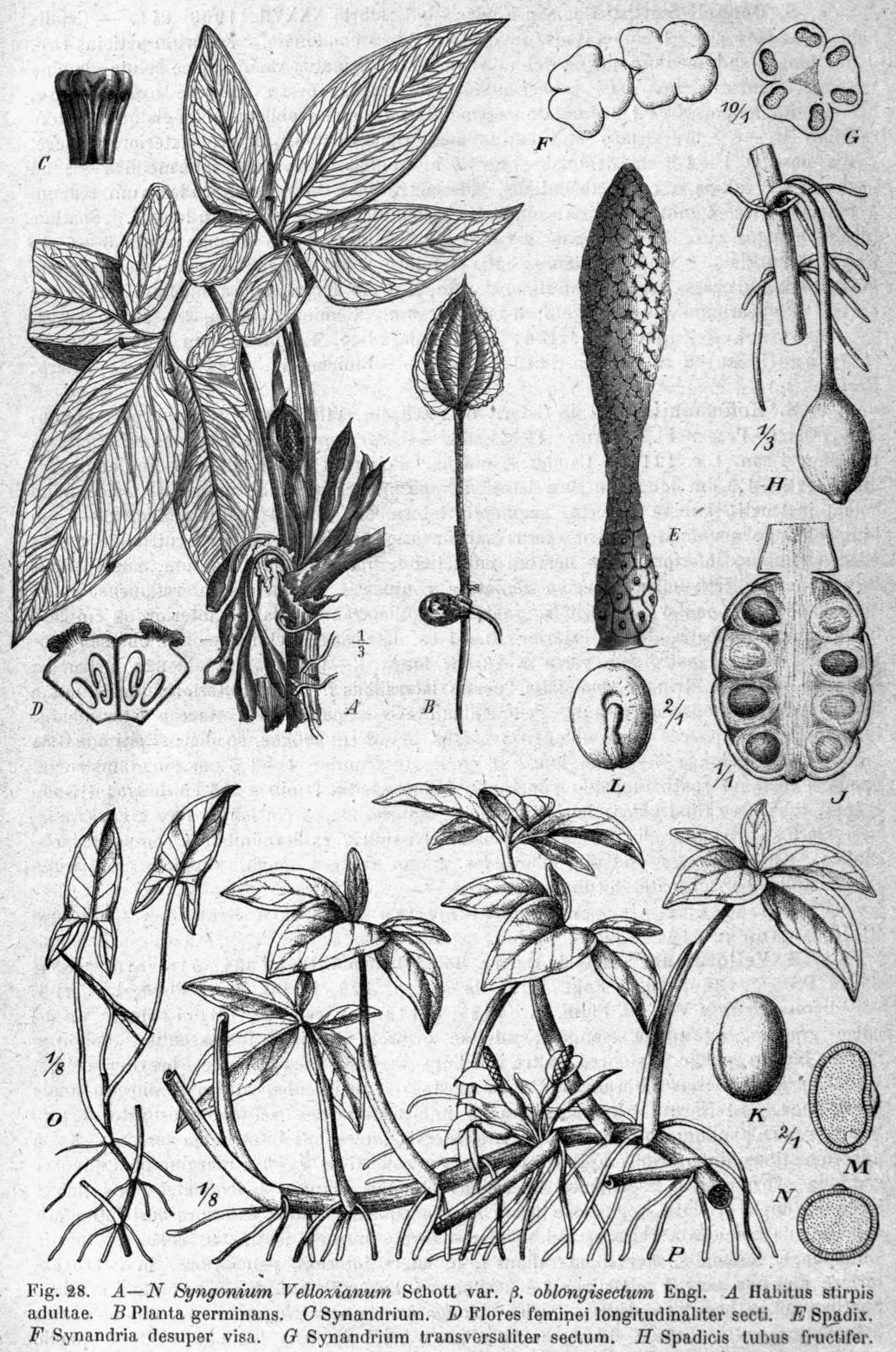
Сингониум ножколистный

Лазящие растения.

### Стебли
Диаметр стебля от нескольких миллиметров у молодых растений до 6 см у взрослых, в основном 1—2 см. У молодых растений стебли зелёные и участвуют в фотосинтезе, но с возрастом растения эпидерма теряет свой цвет (обычно в пределах одного междоузлия ниже соцветия). Стебли в основном неветвящиеся, хотя ветвление иногда происходит, если, например, стебель был повреждён. Междоузлия длинные, на цветущих частях заметно короче, цилиндрические или чаще овальные в поперечном сечении. Стебли до некоторой степени гибкие, но при сильном сгибании внешняя эпидерма свободно растрескивается. Даже на растениях, находящихся в покое, эпидерма бывает растресканной. У некоторых видов, например у Сингониума ножколистного (Syngonium podophyllum), стебли покрыты восковым налётом.

### Корни
Корни двух типов, образуются ниже каждого узла стебля. В дополнение ко множеству скототропных корней, с помощью которых растения удерживаются на опоре, в каждом узле имеется по одному питающему корню, положительно геотропичному, отклоняющемуся от стебля под некоторым углом и позволяющему получать питательные вещества на некотором расстоянии от него. Питающие корни большего диаметра и снабжены сосудами большего диаметра.

### Листья

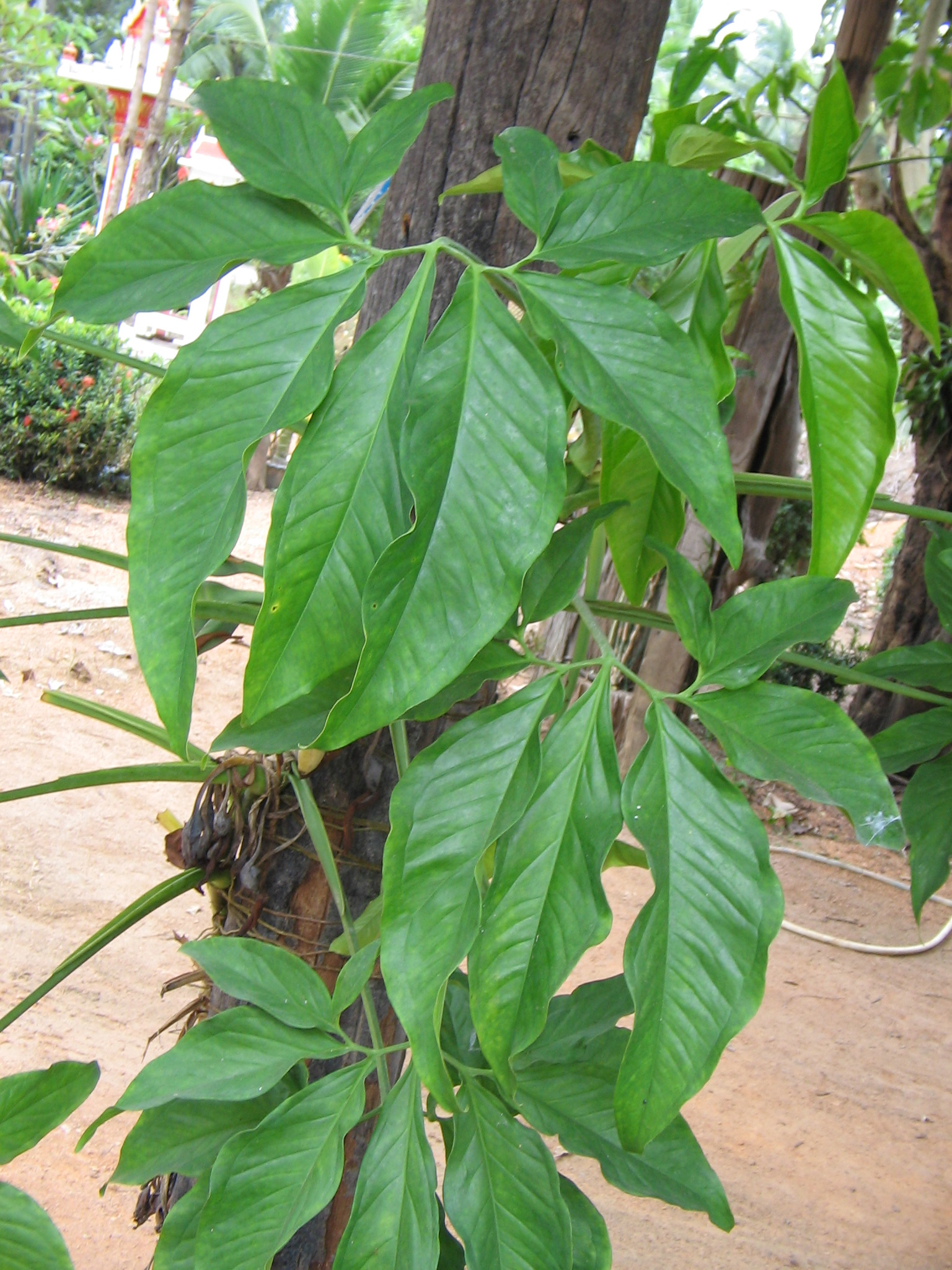
Взрослые листья сингониума ножколистного

Листья сингониумов всегда снабжены влагалищами (они служат для защиты молодых листьев и соцветий). Влагалища очень широкие, особенно в основании, черешки всегда заметно вложены во влагалища примерно от середины до верхушки влагалищ или, по крайней мере, от середины до верхней 4⁄5 черешка. Верхушка влагалищ часто свободная, от острой до закруглённой. Верхушка влагалищ секции Oblongatum отличается тем, что она пропорционально более широкая и выходит за пределы листовой пластинки. У черешков сингониумов эпидерма имеет многочисленные межклетные пространства, а сосудистые связки беспорядочно рассеяны по всем фундаментальным тканям, поэтому черешки сингониумов мягкие и чаще повреждаются по сравнению с другими ароидными, например, антуриумами.
Хотя большинство сингониумов характеризуются ровной нижней поверхностью листовой пластинки, у большинства есть единственная более-менее заметная жилка на верхней поверхности, она изменяется от почти отсутствующей, как у Syngonium chiapense, Syngonium neglectum, Syngonium auritum до весьма заметной, как у Syngonium podophyllum var. peliocladum, Syngonium macrophyllum, Syngonium salvadorense и заметно острой, как у Syngonium angustatum, Syngonium triphyllum, Syngonium wendlandii и Syngonium hoffmannii. У некоторых видов боковые жилки на краях черешков также ребристые. Они заметны у Syngonium hoffmannii, Syngonium wendlandii и особенно у Syngonium triphyllum. Черешки молодых листьев отличаются наличием продольных бороздок, в то время как у взрослых листьев они ребристые.
Как и у других ароидных, форма и размер листовых пластинок сингониумов очень разнообразны. Растения часто начинают цвести раньше, чем у них появятся взрослые листья. Молодые листья могут быть меньше листочков взрослых листьев. По этой причине виды описывались как новые, потому что взрослые листья не были похожи на листья, описанных раньше растений. Листья легко делятся на четыре основных типа, и по этому признаку род подразделяется на секции. У рассады листовые пластинки в основном овальные или эллиптические и слабо-перистые. Листья междоузлий взбирающихся на опору молодых растений в большей степени перистые. Но именно на этом этапе очень трудно различить, например, некоторые виды секции Syngonium, так как они в это время очень похожи. У некоторых видов можно обнаружить все промежуточные стадии в развитии листа, в то время как у других растение переходит от ювенальных листьев к трёхперистым или трёхлопастным очень быстро, минуя промежуточные стадии.
Жилкование листа брохидодромное. Боковые жилки, не достигнув края листовой пластинки, соединяются в общую жилку, которая тянется к вершине листа примерно параллельно краю. У сингониумов есть всегда 4—5 частей общей жилки. Первая, внешняя и наибольшая часть начинается от самой нижней первичной боковой жилки. Следующие, меньшие части, располагаются на меньших расстояниях от края листовой пластинки и соединяют выше расположенные первичные боковые жилки или даже слабые вторичные боковые жилки, ответвляющиеся от центральной. Часто четвёртая и особенно пятая части общей жилки располагаются так близко к краю, что не могут быть замечены невооружённым глазом. Первичные жилки начинаются по острым углом у основания листовой пластинки и под более тупым ближе к вершине по отношению к центральной жилке, редко эти углы правильные. Характерная особенность сингониумов — наличие сетчатого узора, создаваемого жилками более высокого порядка.
На листовых пластинках хорошо можно различить по два ряда клеток, содержащих млечный сок, расположенных параллельно каждой жилке, иногда до пятого порядка.

### Соцветие и цветки

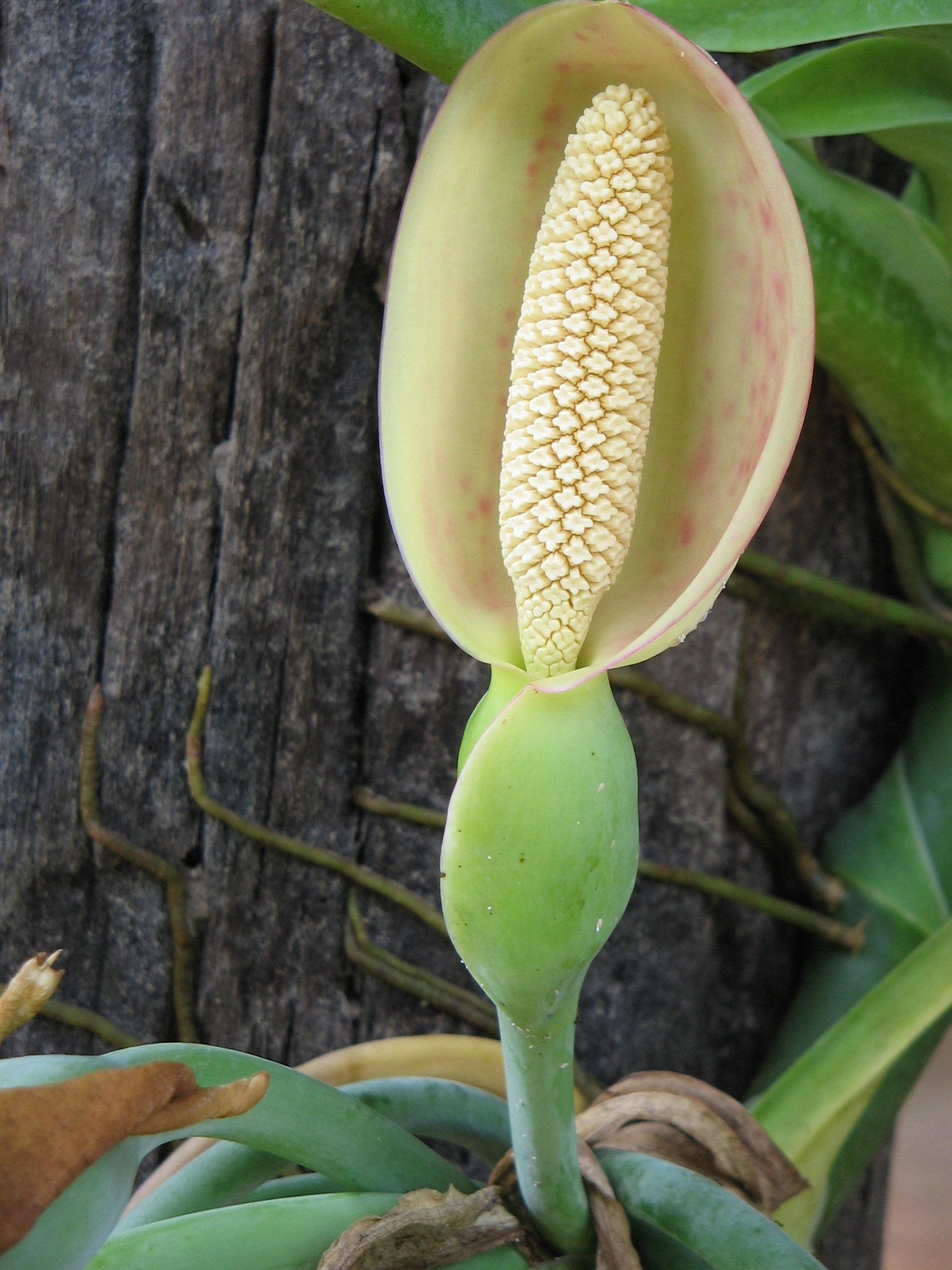
Соцветие сингониума ножколистного

Соцветия у сингониумов всегда терминальные и по-видимому, пазушные. Соцветия могут быть одиночными и в числе нескольких, снабжены прицветниками, называемыми брактеолами или профиллами. У многих видов может появиться одновременно от шести до одиннадцати соцветий, у многих два соцветия, а у некоторых только одно соцветие. Соцветия всегда вертикальные.
Цветоножки тупо-трёхгранные или полуцилиндрические с тупым ребром на одной стороне. Цветоножка в период цветения обычно короткая, но существенно удлиняется при созревании плодов и становится загнутой из-за большого их веса.
Нераскрытое покрывало свёрнуто и очень сильно закрывает початок, превышая его по длине на 1⁄6—1⁄3. Покрывало часто имеет перетяжку, отделяющую трубку от остальной части. Во время цветения покрывало разворачивается и образует более-менее полусферическую чашу позади початка. К тому времени, как покрывало полностью раскрыто, оно белое или кремово-белое, по крайней мере внутри пластинки, хотя пластинка и чаще внутренняя поверхность трубки могут быть красными или фиолетовыми. У некоторых видов, например у Syngonium neglectum, покрывало может быть отогнуто назад, что служит большему открытию початка. Хотя трубка покрывала очень редко полностью открывается, она открывается достаточно широко, чтобы дать доступ к женским цветкам опылителям растений. Покрывало остаётся открытым в течение 2—3 дней, а затем закрывается снова. Свободная часть покрывала увядает и часто опадает. В других случаях завядшее, высохшее покрывало остаётся до более поздней стадии созревания плодов.
Тычиночные цветки занимают большую часть верхушечной части (4⁄5) и большую часть початка. Самую нижнюю часть початка занимают пестичные цветки. Основания часть тычиночных цветков бесплодная, они могут формировать отдельный сегмент, а могут располагаться вперемешку с репродуктивными цветками. Цветки располагаются в сериях спиралей. Пестичная часть початка немного более узкая, чем тычиночная, зеленоватая, иногда светло-оранжевая, длиной 7—48 мм. Каждый цветок состоит из двух (редко трёх) плодолистиков. Цветки в свою очередь собраны в одну отдельную единицу, из которой потом образуется плод. Каждая завязь состоит из одной семяпочки, иногда из двух. Стерильные тычиночные цветки почти такие же по размеру, что и репродуктивные, но не одинаковые по форме и занимают больше места, иногда неодинаковость по форме является результатом соединения двух цветков. Репродуктивные тычиночные цветки состоят из 4 (редко из 2, 3 или 5) сидячих пыльников. Пыльники соединены в различной степени в синандрий. Синандрий усечённый на вершине и сжат в середине, края синандрия ромбические, пятиугольные, шестиугольные или с различным числом сторон, края иногда зубчатые. Birdsey (1955) разделил пыльцевые зёрна сингониумов на три различных типа: иголчатые, характерные для Syngonium angustatum, Syngonium auritum, Syngonium chiapense и Syngonium podophyllum; гладкие, характерные для Syngonium hoffmannii, Syngonium neglectum, Syngonium salvadorense и Syngonium wendlandii; узловатые, характерный только для Syngonium triphyllum.

### Опыление
Цветки сингониумов явно протогиничны, становясь восприимчивыми к опылению за 1—2 дня до вскрытия пыльников. К этому же времени открывается покрывало, облегчая тем самым доступ к женским цветкам опылителям. Обычно к концу второго дня начинает появляться пыльца, а женские цветки становятся невосприимчивыми. К этому времени трубка покрывала резко сжимается и почти закрывается, вынуждая насекомых-опылителей выползать из неё по покрытомому пыльцой початку. Об опылителях сингониумов из литературных источников ничего не известно.

### Плоды
Плод содержит 50—100 семян. Семена от несколько яйцевидных до цилиндрических, обычно 5—10 мм длиной, 3—6 мм в диаметре, с округлёнными концами. Перикарпий обычно коричневый или чёрный.
В основном плоды сигнониумов не окрашиваются в яркий цвет и поэтому приспособлены больше для распространения животными, например, обезьянами, чем птицами. Животных же привлекает в плодах аромат.

## Распространение
Встречаются в Центральной Америке (Белиз, Коста-Рика, Сальвадор, Панама, Гватемала, Гондурас, Никарагуа, Мексика) и Южной Америке (Французская Гвиана, Гайана, Суринам, Венесуэла, Боливия, Колумбия, Эквадор, Перу, Бразилия), а также в Вест-Индии (Куба, Ямайка, Гаити, Тринидад и Тобаго).
Наибольшего видового разнообразия сингониумы достигли в Коста-Рике и Панаме, где встречаются 16 видов сингониумов: в Коста-Рике — 13, в Панаме — 11. В Мексике встречается 8 видов, в Центральной Америке — 8 видов и в Вест-Индии — единственный вид.

## Практическое использование
Плоды сингониума ножколистного местными жителями употребляются в пищу.

## Классификация

### Секции
Род делится на секции по типу листовых пластинок:
- Syngonium — Взрослые листья делятся на три или больше равных листочков.
- Cordatum — Взрослые листья с весьма заметно развитыми последующими листочками. Очертание пластинки может быть овальной или продолговато-овальной, изредка стреловидной, предшествующая лопасть слегка сжата у основания.
- Oblongatum — Взрослые листья от продолговатых до продолговато-эллиптических и овально-эллиптических в очертании. Черешки с широкими влагалищами со свободной верхней частью, продолжающийся за пределы листовой пластинки. Молодые листья почти такие же, как и взрослые, отличаются только меньшими размерами. Промежуточные стадии очень похожи на взрослые листья.
- Pinnatilobum — Эта секция представлена единственным видоv Syngonium steyermarkii. Листья только у этого вида перистосложные. Молодые листья овальные, вскоре становятся полусердцевидными в основании и волнистыми по краям. При взрослении листьев они становятся всё более и более глубоко-раздельными и более заметно перистыми, пока не примут свою взрослую форму.

## Виды
Подтвержденные виды по данным сайта Plants of the World Online на 2022 год:
- Syngonium adsettiorum Croat, O.Ortiz & J.S.Harrison
- Syngonium angustatum Schott
- Syngonium armigerum (Standl. & L.O.Williams) Croat
- Syngonium auritum (L.) Schott
- Syngonium bastimentoense O.Ortiz & Croat
- Syngonium brewsterense Croat & Delannay
- Syngonium castroi Grayum
- Syngonium chiapense Matuda
- Syngonium chocoanum Croat
- Syngonium churchillii Croat & O.Ortiz
- Syngonium crassifolium (Engl.) Croat
- Syngonium dodsonianum Croat
- Syngonium erythrophyllum Birdsey ex G.S.Bunting
- Syngonium foreroanum Croat
- Syngonium gentryanum Croat
- Syngonium hastiferum (Standl. & L.O.Williams) Croat
- Syngonium hastifolium Engl.
- Syngonium hoffmannii Schott
- Syngonium laterinervium Croat
- Syngonium litense Croat
- Syngonium llanoense Croat
- Syngonium macrophyllum Engl.
- Syngonium mauroanum Birdsey ex G.S.Bunting
- Syngonium meridense G.S.Bunting
- Syngonium neglectum Schott
- Syngonium oduberi T.Ray
- Syngonium podophyllum Schott
- Syngonium purpureospathum Croat & Raz
- Syngonium rayi Grayum
- Syngonium sagittatum G.S.Bunting
- Syngonium salvadorense Schott
- Syngonium schottianum H.Wendl. ex Schott
- Syngonium sparreorum Croat
- Syngonium standleyanum G.S.Bunting
- Syngonium steyermarkii Croat
- Syngonium tacotalpense Diaz Jim. & Croat
- Syngonium triphyllum Birdsey ex Croat
- Syngonium wendlandii Schott
- Syngonium yurimaguense Engl.